# Байлес
Байлес (англ. Bylas) — переписна місцевість (CDP) в США, в окрузі Грем штату Аризона. Населення — 1782 особи (2020).

## Географія
Байлес розташований за координатами 33°7′40″ пн. ш. 110°6′54″ зх. д. / 33.12778° пн. ш. 110.11500° зх. д. (33.127656, -110.114922). За даними Бюро перепису населення США в 2010 році переписна місцевість мала площу 11,41 км², з яких 11,36 км² — суходіл та 0,05 км² — водойми.

## Демографія
Згідно з переписом 2010 року, у переписній місцевості мешкали 1962 особи в 445 домогосподарствах у складі 369 родин. Густота населення становила 172 особи/км². Було 491 помешкання (43/км²).
Расовий склад населення:
| - 99,2 % — корінних американців - 0,4 % — білих - 0,1 % — вихідців з тихоокеанських островів |

До двох чи більше рас належало 0,4 %. Частка іспаномовних становила 2,9 % від усіх жителів.
За віковим діапазоном населення розподілялося таким чином: 38,3 % — особи молодші 18 років, 56,3 % — особи у віці 18—64 років, 5,4 % — особи у віці 65 років та старші. Медіана віку мешканця становила 23,1 року. На 100 осіб жіночої статі у переписній місцевості припадало 92,2 чоловіків; на 100 жінок у віці від 18 років та старших — 90,1 чоловіків також старших 18 років.
Середній дохід на одне домашнє господарство становив 29 973 долари США (медіана — 24 028), а середній дохід на одну сім'ю — 32 791 долар (медіана — 28 095). За межею бідності перебувало 56,9 % осіб, у тому числі 71,2 % дітей у віці до 18 років та 35,4 % осіб у віці 65 років та старших.
Цивільне працевлаштоване населення становило 339 осіб. Основні галузі зайнятості: освіта, охорона здоров'я та соціальна допомога — 41,0 %, роздрібна торгівля — 14,2 %, мистецтво, розваги та відпочинок — 13,3 %.